# Valerij Karetnikov
Valerij Michajlovič Karetnikov (in russo Валерий Михайлович Каретников?; 1963) è un ex saltatore con gli sci sovietico.
Nelle liste FIS è registrato come Valerji Karetnikov.

## Biografia
In Coppa del Mondo esordì il 30 dicembre 1982 a Oberstdorf (51°) e ottenne l'unico podio il 17 gennaio 1986 a Klingenthal (3°).
In carriera prese parte a due edizioni dei Campionati mondiali (18° nel trampolino lungo a Oberstdorf 1987 il miglior piazzamento).

## Palmarès

### Coppa del Mondo
- Miglior piazzamento in classifica generale: 33º nel 1986
- 1 podio (individuale):
  - 1 terzo posto